# O’Neil Bell
O’Neil Bell (* 29. Dezember 1974 in Montego Bay; † 25. November 2015 in Atlanta, Georgia, Vereinigte Staaten) war ein jamaikanischer Boxer. Er war Weltmeister der WBC, WBA und IBF im Cruisergewicht.

## Profikarriere
Bell startete im Alter von 20 Jahren mit dem Amateurboxen und bestritt nur zwölf Kämpfe, bevor er 1998 Profi wurde. In seinem ersten Profikampf besiegte er durch einen Erstrunden-K. o. William Holyfield, einen Cousin von Evander Holyfield. Bereits in seinem zweiten Kampf musste er jedoch seine erste Niederlage hinnehmen, ein K. o. in der vierten Runde durch den algerischen Olympiateilnehmer Mohamed Benguesmia.
Nach einer Serie von 22 Siegen, unter anderen gegen den ehemaligen Weltmeister Arthur Williams und Kelvin Davis, und einem Unentschieden, qualifizierte er sich für einen Kampf um den vakanten IBF-Weltmeistertitel am 20. Mai 2005 gegen den Kanadier Dale Brown und gewann den Gürtel durch einen Punktsieg. Anschließend verteidigte er den Titel gegen den Südafrikaner Sebastiaan Rothmann und vereinigte dann am 7. Januar 2006 durch einen vorzeitigen Sieg gegen den WBA- und WBC-Weltmeister Jean-Marc Mormeck die Titel der drei bedeutendsten Weltverbände (WBA, WBC, IBF). Dies war zuletzt Evander Holyfield 1988 gelungen. Im März 2006 beklagte Bell Zahnprobleme und weigerte sich daher gegen seinen IBF-Pflichtherausforderer Steve Cunningham anzutreten. Dadurch wurde ihm der IBF-Titel aberkannt, so dass Bell fortan nur noch im Besitz der WBA- und WBC-Gürtel war.
Im März 2007 verlor er im Rückkampf in Frankreich den WBC- und WBA-Titel einstimmig nach Punkten wieder an Mormeck. Der Kampf wurde dadurch überschattet, dass Runden zu früh abgebrochen wurden. Ein Jahr später verlor er gegen Tomasz Adamek durch K. o. und gab darauf seinen Rücktritt vom aktiven Boxsport bekannt.
Bei einem Comebackversuch 2011 verlor er gegen Richard Hall. Nach einem folgenden Sieg gegen Rico Cason beendete Bell seine Karriere erneut.

## Privates
Bell siedelte im Alter von fünf Jahren mit seinen Eltern in die USA über. Er hatte zwei Brüder und zwei Halbschwestern und wurde Vater einer Tochter. Aus religiösen Gründen verzichtete er auf seinen einstigen Kampfnamen „Give ’em Hell“ und nannte sich später „Supernova“.
O’Neil Bell wurde im November 2015 Opfer eines bewaffneten Raubüberfalls in Atlanta im US-Bundesstaat Georgia. Er wurde von der Polizei tot aufgefunden.